# Karl von Engelbrecht
Karl von Engelbrecht est un militaire et diplomate allemand, né le 1er novembre 1846 à Wesel et mort le 2 août 1917.

## Biographie
Il est issu de la famille Engelbrecht (de), très ramifiée. Ses parents sont le major prussien du 17e régiment de la Landwehr Eugen Engelbrecht (1806-1896) et Luise Miller (1811-1951).
Engelbrecht commence sa carrière dans l'armée prussienne en 1865 en tant que sous-lieutenant au 7e régiment d'uhlans (de). Il parvient jusqu'au grade d'officier d'état-major et d'aide de camp de l'empereur.
En 1882, Engelbrecht est envoyé par Guillaume Ier comme attaché militaire à l'ambassade allemande à Rome. Il conserve ce poste après l'accession au trône de Guillaume II et y reste jusqu'en 1895. De 1887 à 1890, Engelbrecht est impliqué dans les machinations politiques qui conduisent à l'éviction du chancelier Otto von Bismarck. Missionné par le chef de l'état-major Alfred von Waldersee, Engelbrecht – comme les autres attachés à Saint-Pétersbourg, Vienne et Paris – fournit des rapports qui présentent la politique étrangère de Bismarck d'une manière défavorable. Les rapports présentés au jeune empereur donnent alors la possibilité à Waldersee de monter l'empereur contre son chancelier. Engelbrecht acquiert une certaine importance après la défaite italienne d'Adoua où Guillaume II et le roi Humbert font de lui leur intermédiaire.
En octobre 1895, Engelbrecht est remplacé comme attaché militaire par Albano von Jacobi. L'empereur avait dans un premier temps envisagé de nommer Engelbrecht comme nouvel ambassadeur d'Allemagne à Rome mais Friedrich von Holstein et Philipp zu Eulenburg font en sorte que ce soit Bernhard von Bülow qui obtienne le poste. Par la suite, Engelbrecht est promu général.